# Karate

Kalligrafie der japanischen Kanji-Schriftzeichen für „Karatedō“

Karate [kaɺate] anhörenⓘ (japanisch 空手, dt. „leere Hand“) ist eine Kampfkunst, deren Geschichte sich sicher bis ins Okinawa des 19. Jahrhunderts zurückverfolgen lässt, wo einheimische okinawanische Traditionen (okinawa Ti, 手) mit chinesischen Einflüssen (jap. Shorin Kempō / Kenpō; chin. Shàolín Quánfǎ) zum historischen Tōde (okin. Tōdi, 唐手) verschmolzen. Zu Beginn des 20. Jahrhunderts fand dieses seinen Weg nach Japan und wurde nach dem Zweiten Weltkrieg von dort als Karate über die ganze Welt verbreitet.
Inhaltlich wird Karate vor allem durch Schlag-, Stoß-, Tritt- und Blocktechniken sowie Fußfegetechniken als Kern des Trainings charakterisiert. Einige wenige Hebel und Würfe werden (nach ausreichender Beherrschung der Grundtechniken) ebenfalls gelehrt, im fortgeschrittenen Training werden auch Würgegriffe und Nervenpunkttechniken geübt. Manchmal wird die Anwendung von Techniken unter Zuhilfenahme von Kobudōwaffen geübt, wobei das Waffentraining kein integraler Bestandteil des Karate ist.
Recht hoher Wert wird meistens auf die körperliche Kondition gelegt, die heutzutage insbesondere Beweglichkeit, Schnellkraft und anaerobe Belastbarkeit zum Ziel hat. Die Abhärtung der Gliedmaßen u. a. mit dem Ziel des Bruchtests (jap. Tameshiwari, 試し割り), also des Zerschlagens von Brettern oder Ziegeln, ist heute weniger populär, wird aber von einzelnen Stilen (Beispielsweise: Okinawan Goju Ryu) immer noch betrieben.
Das moderne Karate-Training ist häufig eher sportlich orientiert. Das heißt, dass dem Wettkampf eine große Bedeutung zukommt. Diese Orientierung wird häufig kritisiert, da man glaubt, dass dadurch die Vermittlung effektiver Selbstverteidigungstechniken, die durchaus zum Karate gehören, eingeschränkt und das Karate verwässert wird.

## Geschichte

### Name
Karate-„dō“ (japanisch 空手道 ‚Weg der leeren Hand‘) wurde früher meist nur als Karate bezeichnet und ist unter dieser Bezeichnung noch heute am häufigsten geführt. Der Zusatz „dō“ wird verwendet, um den philosophischen Hintergrund der Kunst und ihre Bedeutung als Lebensweg zu unterstreichen.
Bis in die 1930er-Jahre hinein war die Schreibweise „唐手“ gebräuchlich, was wörtlich „chinesische Hand“ oder „fremdländische Hand“ bedeutet. Das Schriftzeichen „唐“ mit der sino-japanischen Lesung tō und der japanischen Lesung kara bezog sich auf das China der Tang-Dynastie (618 bis 907 n. Chr.). Damit waren die chinesischen Ursprünge bereits im Namen der Kampfkunst manifestiert. Vermutlich aus politischen Gründen – Japanischer Nationalismus – ging man zu Beginn des 20. Jahrhunderts, initialisiert von Funakoshi Gichin, in Japan dazu über, die homophone Schreibung kara „空“, mit der Bedeutung für „leer, Leere“ zu verwenden. Aus dem historischen „chinesische Hand“ oder „fremdländische Hand“ (karate, 唐手) wurde das heutige „Karate“ (空手) mit der Bedeutung für „leere Hand“. Das neue Zeichen wurde wie das alte kara gelesen und war auch von der Bedeutung her insofern passend, als im Karate meist mit leeren Händen, also ohne Waffen, gekämpft wird (vgl. Tang Soo Do).
Im Deutschen ist bei der Aussprache des Wortes „Karate“ eine Betonung der zweiten Silbe verbreitet. Oft wird sogar wie in mehreren romanischen Sprachen, zum Beispiel im Französischen oder Portugiesischen, auf „te“ betont; im Spanischen hingegen auf der ersten Silbe „Ká“.
Nach der japanischen Aussprache des Wortes dagegen ist eine gleichwertige Akzentuierung jeder Silbe üblich.

### Ursprünge
Die Legende erzählt, dass der buddhistische Mönch Daruma Taishi (japanisch 達磨大師, dt. Meister Bodhidharma, in chinesischen Chroniken als „blauäugiger Mönch“ bekannt) aus Persien oder Kanchipuram (Südindien) im 6. Jahrhundert das Kloster Shaolin (jap. Shōrinji, 少林寺) erreicht und dort nicht nur den Chán (Zen-Buddhismus) begründet, sondern die Mönche auch in körperlichen Übungen unterwiesen habe, damit sie das lange Meditieren aushalten konnten. So sei das Shaolin Kung Fu (korrekt Shaolin-Quánfǎ, jap. Shōrin Kempō / Kenpō) entstanden, aus dem sich dann viele andere chinesische Kampfkunststile (Wushu) entwickelt hätten.
Da Karate um seine chinesischen Wurzeln weiß, betrachtet es sich ebenfalls gerne als Nachfahre jener Tradition (Chan, Bodhidharma, Shaolin), deren Historizität im Dunkeln liegt und unter Historikern umstritten ist. Trotzdem ziert das Bildnis von Daruma (Bodhidharma) so manches Dōjō.

### Okinawa

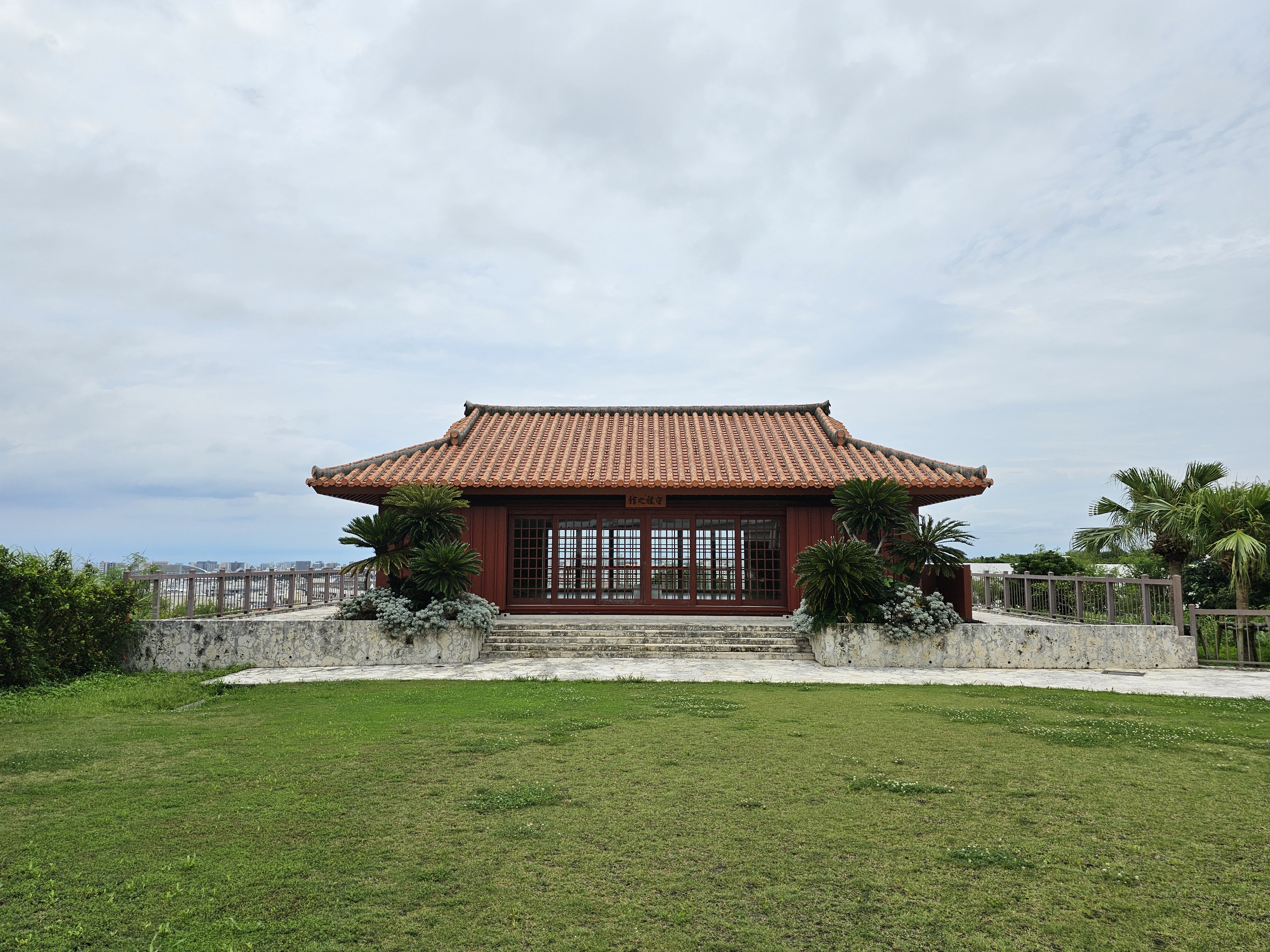
Traditionelles Dōjō – Shurei no yakata – Okinawa Karate kaikan in Tomigusuku bei Naha

Karate in seiner heutigen Form entwickelte sich auf der pazifischen Kette der Ryūkyū-Inseln, insbesondere auf der Hauptinsel Okinawa. Diese liegt ca. 500 Kilometer südlich der japanischen Hauptinsel Kyūshū zwischen Südchinesischem Meer und Pazifischem Ozean. Heute ist die Insel Okinawa ein Teil der gleichnamigen Präfektur Japans. Bereits im 14. Jahrhundert unterhielt Okinawa, damals Zentrum des unabhängigen Inselkönigreichs Ryūkyū, rege Handelskontakte zu Japan, China, Korea und Südostasien.
Die urbanen Zentren der Insel, Naha, Shuri und Tomari, waren damals wichtige Umschlagplätze für Waren und boten damit ein Forum für den kulturellen Austausch mit dem chinesischen Festland. Dadurch gelangten erste Eindrücke chinesischer Kampftechniken des Kempō / Kenpō (chinesisch 拳法, Pinyin Quánfǎ, veraltet nach W.G. Ch'üan-Fa, wörtlich „Methode der Faust“, korrekt „Kampftechnik, Technik der Kampfkunst, Technik des Faustkampfs“) nach Okinawa, wo sie sich mit dem einheimischen Kampfsystem des Te / De (okin. Tī, 手) vermischten und sich so zum Tōde (okin. Tōdī, 唐手) oder Okinawa-Te (okin. Uchinādī – „Hand aus Okinawa“, 沖縄手) weiterentwickelten. Te bedeutet wörtlich „Hand“, im übertragenen Sinne auch „Technik“ bzw. „Handtechnik“. Der ursprüngliche Begriff für Tōde oder Karate (japanisch 唐手) kann daher frei als „Handtechnik aus dem Land der Tang“ (China) übersetzt werden (meint aber natürlich die verschiedenen Techniken als Ganzes).
Die unterschiedliche wirtschaftliche Bedeutung der Inseln führte dazu, dass sie ständig von Unruhen und Aufständen heimgesucht wurden. Im Jahre 1422 gelang es schließlich König Sho Hashi, die Inseln zu einen. Zur Erhaltung des Friedens in der aufständischen Bevölkerung verbot er daraufhin das Tragen jeglicher Waffen. Seit 1477 regierte sein Nachfolger Shō Shin und bekräftigte die Politik des Waffenverbotes seines Vorgängers. Um die einzelnen Regionen zu kontrollieren, verpflichtete er sämtliche Fürsten zum dauerhaften Aufenthalt an seinem Hof in Shuri – eine Kontrollmöglichkeit, die später von den Tokugawa-Shōgunen kopiert wurde. Durch das Waffenverbot erfreute sich die waffenlose Kampfkunst des Okinawa-Te erstmals wachsender Beliebtheit, und viele ihrer Meister reisten nach China, um sich dort durch das Training des chinesischen Quánfǎ fortzubilden.
1609 besetzten die Shimazu aus Satsuma die Inselkette und verschärften das Waffenverbot dahingehend, dass sogar der Besitz jeglicher Waffen, selbst Zeremonienwaffen, unter schwere Strafe gestellt wurde. Dieses Waffenverbot wurde als Katanagari („Jagd nach Schwertern“, 刀狩) bezeichnet. Schwerter, Dolche, Messer und jegliche Klingenwerkzeuge wurden systematisch eingesammelt. Dies ging sogar so weit, dass einem Dorf nur ein Küchenmesser zugestanden wurde, das mit einem Seil an den Dorfbrunnen (oder an einer anderen zentralen Stelle) befestigt und streng bewacht wurde.
Das verschärfte Waffenverbot sollte Unruhen und bewaffnete Widerstände gegen die neuen Machthaber unterbinden. Jedoch hatten japanische Samurai das Recht der sogenannten „Schwertprobe“, dem zufolge sie die Schärfe ihrer Schwertklinge an Leichen, Verwundeten oder auch willkürlich an einem Bauern erproben konnten, was auch vorkam. Die Annexion führte somit zu einer gesteigerten Notwendigkeit zur Selbstverteidigung, zumal damals auf dem feudalen Okinawa Polizeiwesen und Rechtsschutz fehlten, die den Einzelnen vor solchen Eingriffen schützen konnten. Der Mangel an staatlichen Rechtsschutzinstitutionen und die gesteigerte Wehrnotwendigkeit vor Willkürakten der neuen Machthaber begründeten also einen Intensivierungs- und Subtilisierungsprozess des Kampfsystems Te zur Kampfkunst Karate.
Ungefähr zwanzig Jahre dauerte es, bis sich die großen Meister des Okinawa-Te zu einem geheimen oppositionellen Bund zusammenschlossen und festlegten, dass Okinawa-Te nur noch im Geheimen an ausgesuchte Personen weitergegeben werden sollte.
Währenddessen entwickelte sich in der bäuerlich geprägten Bevölkerung das Kobudō, das Werkzeuge und Alltagsgegenstände mit seinen speziellen Techniken zu Waffen verwandelte. Dabei gingen spirituelle, mentale und gesundheitliche Aspekte, wie sie im Quánfǎ gelehrt wurden, verloren. Auf Effizienz ausgelegt, wurden Techniken, die unnötiges Risiko bargen, wie beispielsweise Fußtritte im Kopfbereich, nicht trainiert. So lässt sich in diesem Zusammenhang von einer Auslese der Techniken sprechen. Kobudō und seine aus Alltagsgegenständen und Werkzeugen hergestellten Waffen konnten schon aus wirtschaftlichen Gründen nicht verboten werden, da sie für die Versorgung der Bevölkerung sowie der Besatzer schlicht notwendig waren.
Allerdings war es sehr schwer, mit diesen Waffen einem ausgebildeten und gut bewaffneten Krieger im Kampf gegenüberzutreten. Deshalb entwickelte sich in Okinawa-Te und Kobudō, die damals noch eng miteinander verknüpft gelehrt wurden, die Maxime, möglichst nicht getroffen zu werden und gleichzeitig die wenigen Gelegenheiten, die sich boten, zu nutzen, den Gegner mit einem einzigen Schlag zu töten. Dieses für das Karate spezifische Prinzip heißt Ikken hissatsu. Die Auslese von möglichst effizienten Kampftechniken und das Ikken-Hissatsu-Prinzip brachten dem Karate den ungerechtfertigten Ruf ein, ein aggressives Kampfsystem, ja sogar die „Härteste aller Kampfsportarten“ zu sein (siehe dazu weiter unten Film und Medien).
Die tödliche Wirkung dieser Kampfkunst führte dazu, dass die japanischen Besatzer erneut das Verbot ausdehnten, und das Lehren von Okinawa-Te ebenfalls unter drakonische Strafe stellten. Allerdings wurde es weiterhin im Geheimen unterrichtet. Damit wurde die Kenntnis des Te für lange Zeit auf kleine elitäre Schulen oder einzelne Familien beschränkt, da die Möglichkeit zum Studium der Kampfkünste auf dem chinesischen Festland nur wenigen begüterten Bürgern zur Verfügung stand.

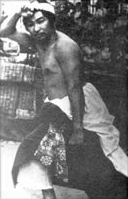
Matsumura

Weil die Kunst des Schreibens in der Bevölkerung damals kaum verbreitet war, und man aus Geheimhaltungsgründen dazu gezwungen war, wurden keinerlei schriftliche Aufzeichnungen angefertigt, wie das in chinesischen Kung-Fu-Stilen manchmal der Fall war (siehe Bubishi). Man verließ sich auf die mündliche Überlieferung und die direkte Weitergabe. Zu diesem Zweck bündelten die Meister die zu lehrenden Kampftechniken in didaktischen zusammenhängenden Einheiten zu festgelegten Abläufen oder Formen. Diese genau vorgegebenen Abläufe werden als Kata bezeichnet. Um dem Geheimhaltungszweck der Okinawa-Te Rechnung zu tragen, mussten diese Abläufe vor Nicht-Eingeweihten der Kampfschule (also vor potenziellen Ausspähern) chiffriert werden. Dabei bediente man sich als Chiffrierungscode der traditionellen Stammestänze (odori), die den systematischen Aufbau der Kata beeinflussten. So besitzt jede Kata noch bis heute ein strenges Schrittdiagramm (Embusen). Die Effizienz der Chiffrierung der Techniken in Form einer Kata zeigt sich bei der Kata-Demonstration vor Laien: Für den Laien und in den ungeübten Augen des Karate-Anfängers muten die Bewegungen befremdlich oder nichtssagend an. Die eigentliche Bedeutung der Kampfhandlungen erschließt sich einem erst durch intensives Kata-Studium und der „Dechiffrierung“ des Kata. Dies erfolgt im Bunkai-Training. Eine Kata ist also ein traditionelles, systematisches Kampfhandlungsprogramm und das hauptsächliche Medium der Tradition des Karate.
Der erste noch namentlich bekannte Meister des Tōde war vermutlich Chatan Yara, der etliche Jahre in China lebte und dort die Kampfkunst seines Meisters erlernte. Der Legende nach unterrichtete er wohl „Tōde“ Sakugawa, einen Schüler von Takahara Peichin. Auf Sakugawa geht eine Variante der Kata Kushanku, benannt nach einem chinesischen Diplomaten, zurück. Der bekannteste Schüler Sakugawas war „Bushi“ Matsumura Sōkon, der später sogar den Herrscher von Okinawa unterrichtete.

### 20. Jahrhundert
Bis zum Ende des 19. Jahrhunderts wurde Karate stets im Geheimen geübt und ausschließlich von Meister zu Schüler weitergegeben. Während der Meiji-Restauration wurde Okinawa im Jahre 1875 offiziell zu einer japanischen Präfektur erklärt. In dieser Zeit des gesellschaftlichen Umbruchs, in der sich die okinawanische Bevölkerung den japanischen Lebensgewohnheiten anpasste und Japan sich nach jahrhundertelanger Isolierung wieder der Welt öffnete, begann Karate wieder stärker in die Öffentlichkeit zu drängen.
Der Kommissar für Erziehung in der Präfektur Okinawa, Ogawa Shintaro, wurde 1890 während der Musterung junger Männer für den Wehrdienst auf die besonders gute körperliche Verfassung einer Gruppe junger Männer aufmerksam. Diese gaben an, auf der Jinjo Koto Shogakko (Jinjo-Koto-Grundschule) im Karate unterrichtet zu werden. Daraufhin beauftragte die Lokalregierung den Meister Yasutsune Itosu damit, einen Lehrplan zu erstellen, der unter anderem einfache und grundlegende Kata (Pinan oder Heian) enthielt, aus denen er Taktik und Methodik des Kämpfens weitgehend entfernte und den gesundheitlichen Aspekt wie Haltung, Beweglichkeit, Gelenkigkeit, Atmung, Spannung und Entspannung in den Vordergrund stellte. Karate wurde dann 1902 offiziell Schulsport auf Okinawa. Dieses einschneidende Ereignis in der Entwicklung des Karate markiert den Punkt, an dem das Erlernen und Üben der Kampftechnik nicht mehr länger nur der Selbstverteidigung diente, sondern auch als eine Art Leibesertüchtigung angesehen wurde.
Nach Beginn des Jahres 1900 begann von Okinawa aus eine Auswanderungswelle nach Hawaii. Dadurch kam Karate erstmals in die USA, die Hawaii 1898 annektiert hatten.

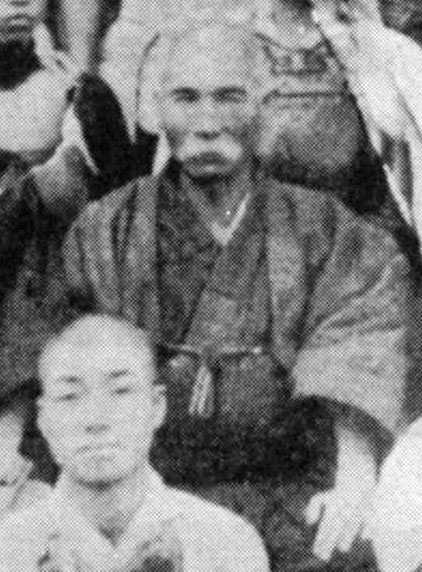
Itosu Yasutsune, genannt Ankō

Funakoshi Gichin, ein Schüler der Meister Yasutsune Itosu und Ankō Asato, tat sich bei der Reform des Karate besonders hervor: Auf der Grundlage des Shōrin-Ryū (auch Shuri-Te nach der Ursprungsstadt) und des Shōrei-Ryū (Naha-Te) begann er, Karate zu systematisieren. Er verstand es neben der reinen körperlichen Ertüchtigung auch als Mittel zur Charakterbildung.
Neben den genannten drei Meistern war Kanryo Higashionna ein weiterer einflussreicher Reformer. Sein Stil integrierte weiche, ausweichende Defensivtechniken und harte, direkte Kontertechniken. Seine Schüler Chōjun Miyagi und Kenwa Mabuni entwickelten auf dieser Basis die eigenen Stilrichtungen Gōjū-Ryū bzw. Shitō-Ryū, die später große Verbreitung finden sollten.
In den Jahren von 1906 bis 1915 bereiste Funakoshi mit einer Auswahl seiner besten Schüler ganz Okinawa und hielt öffentliche Karate-Vorführungen ab. In den darauffolgenden Jahren wurde der damalige Kronprinz und spätere Kaiser Hirohito Zeuge einer solchen Aufführung und lud Funakoshi, der bereits Präsident des Ryukyu-Ryu Budokan – einer okinawanischen Kampfkunstvereinigung – war, ein, bei einer nationalen Budō-Veranstaltung 1922 in Tōkyō sein Karate in einem Vortrag zu präsentieren. Dieser Vortrag erfuhr großes Interesse, und Funakoshi wurde eingeladen, seine Kunst im Kōdōkan praktisch vorzuführen. Die begeisterten Zuschauer, allen voran der Begründer des Judo, Kanō Jigorō, überredeten Funakoshi, am Kōdōkan zu bleiben und zu lehren. Zwei Jahre später, 1924, gründete Funakoshi sein erstes Dōjō.
Über die Schulen kam Karate auch bald zur sportlichen Ertüchtigung an die Universitäten, wo damals zum Zwecke der militärischen Ausbildung bereits Judo und Kendō gelehrt wurden. Diese Entwicklung, die die okinawanischen Meister zur Verbreitung des Karate billigend in Kauf nehmen mussten, führte zur Anerkennung von Karate als „nationale Kampfkunst“; Karate war damit endgültig japanisiert.
Nach dem Vorbild des bereits im Judo etablierten Systems wurde im Laufe der dreißiger Jahre dann der Karate-Gi sowie die hierarchische Einteilung in Schüler- und Meistergrade, erkennbar an Gürtelfarben, im Karate eingeführt; mit der auch politisch motivierten Absicht eine stärkere Gruppenidentität und hierarchische Struktur zu etablieren.
Aufgrund seiner Bemühungen wurde daraufhin Karate an der Shoka-Universität, der Takushoku-Universität, der Waseda-Universität und an der Japanischen Medizinischen Hochschule eingeführt. Das erste offizielle Buch über Karate wurde von Gichin Funakoshi unter dem Namen Ryu Kyu Kempo Karate im Jahre 1922 veröffentlicht. Es folgte 1925 die überarbeitete Version Rentan Goshin Karate Jutsu. Sein Hauptwerk erschien unter dem Titel Karate Do Kyohan 1935 (diese Version wurde 1958 noch einmal um die karatespezifischen Entwicklungen der letzten 25 Jahre erweitert). Seine Biographie erschien unter dem Namen Karate-dō Ichi-ro (Karate-dō – mein Weg), in dem er sein Leben mit Karate schildert.
Nach dem Zweiten Weltkrieg wurde Karate durch Funakoshis Beziehungen zum Ausbildungsministerium als Leibeserziehung und nicht als kriegerische Kunst eingestuft, was es ermöglichte, Karate auch nach dem Zweiten Weltkrieg zur Zeit der Besatzung in Japan zu lehren.
Über Hawaii sowie die amerikanische Besatzung Japans und insbesondere Okinawas fand Karate im Laufe der 1950er und 1960er Jahre als Sportart zunächst in den USA und dann auch in Europa eine immer stärkere Verbreitung.
Aus der nach Funakoshi beziehungsweise dessen schriftstellerischen Pseudonym Shōtō benannten Schule Shōtōkan („Haus des Shōtō“) ging die erste international agierende Karate-Organisation, die JKA hervor, die noch heute einer der einflussreichsten Karateverbände der Welt ist. Funakoshi und die übrigen alten Meister lehnten die Institutionalisierung und Versportlichung sowie die damit einhergehende Aufspaltung in verschiedene Stilrichtungen gänzlich ab.

## Karate in Deutschland
1954 gründete Henry Plée in Paris das erste europäische Budō-Dōjō. Der deutsche Judoka Jürgen Seydel kam auf einem Judo-Lehrgang in Frankreich erstmals bei Meister Murakami mit Karate in Kontakt, den er begeistert einlud, auch in Deutschland zu lehren. Aus den Teilnehmern dieser Lehrgänge entwickelte sich zunächst innerhalb der Judo-Verbände eine Unterorganisation, die Karate lehrte und aus der schließlich im Jahre 1961 der erste deutsche Dachverband der Karateka, der Deutsche Karate Bund, hervorging.
Den ersten Karateverein in Deutschland gründete schließlich Jürgen Seydel im Jahr 1957 unter dem Namen „Budokan Bad Homburg“ in Bad Homburg vor der Höhe, in dem Elvis Presley während seiner Armeezeit in Deutschland trainierte.
Die größte Ausbreitung des Karate in Deutschland gab es in den 1970er, 1980er und 1990er Jahren unter Hideo Ochi (bis dieser 1993 den DJKB, den deutschen Ableger der JKA gründete) als Bundestrainer des DKB und der Nachfolgeorganisation DKV als Zusammenschluss verschiedener Stilrichtungen. Ochi hat somit das Karate in Deutschland Ende des 20. Jahrhunderts maßgeblich verbreitet und aufgebaut.
In der DDR spielte Karate offiziell nur innerhalb der Sicherheitsorgane eine Rolle: Als junger Sportstudent beschäftigte sich Karl-Heinz Ruffert Mitte der 1970er Jahre in seiner Diplomarbeit an der Martin-Luther-Universität Halle-Wittenberg mit Karate – dadurch wurde das Ministerium für Staatssicherheit auf ihn aufmerksam. Als Offizier des MfS schließlich führte Ruffert Karate in die Ausbildung des Inlandsgeheimdienstes ein. Unter der Führung des Rektors der DHfK, Gerhard Lehmann, wurde Karate in der DDR ab 1989 offiziell als Kampfsport anerkannt und in den Deutschen Judo-Verband aufgenommen.
Shōtōkan ist heute der mit Abstand am weitesten verbreitete Karatestil in Deutschland, gefolgt von Gōjū-Ryū. Seit der Jahrtausendwende gibt es auch zunehmend einzelne Dōjō in Deutschland, bei denen verschiedene Okinawa-Stile trainiert werden, beispielsweise Matsubayashi-Ryū.

## Die vier großen Stilrichtungen

Die gegenseitigen Einflüsse zwischen Karate-Stilrichtungen in ihrer Entwicklung, sowie die Einwirkungen wichtiger, großer Religionen und philosophischer Strömungen

Das japanische Karate teilt sich heute in vier große Stilrichtungen, nämlich Gōjū-Ryū, Shōtōkan, Shitō-Ryū und Wadō-Ryū auf, die ihrerseits auf zwei ebenfalls recht verbreitete okinawanische Stile, Shōrei-Ryū und Shōrin-Ryū, zurückgehen. Viele kleinere neuere Stilrichtungen begründen sich aus einer oder mehreren dieser sechs Schulen.
Aber auch ursprüngliche Stile wie z. B. Uechi-ryū werden heute noch betrieben.

## Etikette
Es gibt im Karatetraining eine hierarchische Unterscheidung: Neben dem Sensei, dem Lehrer, gibt es die Senpai und Kōhai.
Jedes Karatetraining beginnt und endet traditionell mit einer kurzen Meditation (Mokuso). Dies soll auch den friedfertigen Zweck der Übungen zum Ausdruck bringen. Die kurze Meditation lässt auf die Tradition des Karate als Weglehre schließen, auch wenn das heutige Training nach modernen sportlichen Gesichtspunkten (so z. B. als Fitness- oder Wettkampftraining), und nicht als Übung des Weges (im Sinne des klassischen Karatedō) ausgerichtet ist.
Auch beginnt und endet jedes Karatetraining, jede Übung und jede Kata mit einem Gruß. Dadurch wird das erste Prinzip der 20 Regeln von Gichin Funakoshi zum Ausdruck gebracht: „karate wa rei ni hajimari rei ni owaru koto“ – „Karate beginnt und endet mit Respekt!“
Die herausragende Respekterweisung gegenüber dem Meister äußert sich mitunter in kurios anmutenden Regeln. So wird es etwa als unhöflich angesehen, hinter dem Rücken des Meisters zu gehen. Dies wurzelt keineswegs in der Vorstellung, hinterrücks angegriffen zu werden, sondern im Gedanken, dass ein „Vorbei-Schleichen“ auf eine mangelhafte Lehrer-Schüler-Beziehung (wegen mangelnder Würdigung) schließen lässt.
In vielen Dōjōs ist es üblich, vor Betreten und Verlassen der Halle die darin Versammelten mit einer kurzen Verbeugung zu begrüßen, eventuell wird auch der Shōmen des Dōjō mit einer weiteren kurzen Verbeugung beim Betreten und Verlassen gegrüßt.
Danach wird gemeinsam ein Grußritus (Rei) zelebriert, in der sich Schüler und Meister voreinander und vor den alten Meistern und Vorfahren (im Geiste, repräsentiert an der Stirnseite, dem Shōmen des Dōjō) verneigen.
Während der Begrüßungszeremonie gelten ungeschriebene Regeln:

### Die rituelle Begrüßungszeremonie
Die im Folgenden beschriebene Zeremonie ist als Beispiel zu verstehen, denn sie variiert zwischen Stilrichtungen oder auch Dōjōs. Sie macht aber das Prinzip deutlich.
- Sobald der Meister oder ein von ihm autorisierter Senpai den Beginn des Trainings zu erkennen gibt, stellen sich Meister und Schüler frontal zueinander auf und nehmen den Stand Musubi-Dachi ein (Bereitschaftsstellung mit geschlossenen Fersen, die Füße werden fünfundvierzig Grad nach außen gerichtet).[18] Die Schüler bilden eine nach Gürtelfarben aufsteigend geordnete Reihe, von den Weißgürteln zur Linken bis zu den Schwarzgürteln zur Rechten. Die Reihe richtet sich nach rechts nach den höchstgraduierten Senpai aus. Dabei achten die Schüler darauf, dass ihre Zehen nicht die gedankliche Linie überschreiten, die der Senpai vorgegeben hat; denn dies käme einer Herausforderung des Senpai gleich.
- Als Nächstes geht der Senpai einen Schritt vor, dreht sich neunzig Grad nach links, sodass er die ganze Reihe gut im Blickfeld hat. Dies ist der Platz des Senpai, der von hier aus guten Blickkontakt zu Sensei und Kohai hat.
- Erst wenn sich der Meister zur Begrüßung hinkniet, machen es Senpai und Kohai nach. Auch hier gilt eine genau vorgeschriebene Vorgehensweise: Man hockt sich hin, sodass die Schenkel ein V bilden. Gleichzeitig gleiten die Hände am Oberschenkel entlang bis zu den Knien. Der Rücken ist gerade, der Blick auf den Sensei gerichtet.
- Nun berührt zuerst das linke Knie den Boden, dann folgt das rechte. Die Hände gleiten nun von den Knien zurück zu den Oberschenkeln. Die nun aufgestellten Füße werden hinabgestellt, sodass der Fußspann den Boden berührt und man bequem auf seinen Unterschenkeln Platz nehmen kann. Bei richtiger Ausführung kann man so Stunden verharren. Der Rücken ist gerade, der Blick und die Aufmerksamkeit haften noch immer am Sensei. Die Knie sind zwei Faustbreiten voneinander entfernt.
- Der Senpai führt nun weiter die Begrüßungsetikette durch. Nach einem Augenblick, in dem er sich der korrekten Haltung der Kohai vergewissert, gibt er das Kommando: „Mokusō!“. Daraufhin schließen alle die Augen. Die Meditation beginnt. Höhergraduierte, meditativ erfahrene Senpai nehmen während dieser Meditation manchmal eine Meditationsmudra mit ihren Händen ein.
- Während der Meditation atmet man tief und fest ein. Man stellt sich den Ki-Fluss im eigenen Körper vor und stellt sich gedanklich auf das Training ein. Hier löst sich der Karateka gedanklich von der Alltagsroutine und bereitet sich auf das Karatetraining vor.
- Hält der Senpai die Zeit der Meditation für angemessen, setzt er die Begrüßung fort. Es gibt keine verbindliche Zeitangabe für die Dauer der Begrüßungsmeditation. Der Senpai spürt, wann er und die Kohai bereit sind, das Training zu beginnen. Der Senpai beendet die Meditation mit dem Kommando „Mokusō yame!“, woraufhin alle die Augen öffnen. Gleich darauf folgt das jeweilige Begrüßungskommando. In der Regel, wenn nur der Sensei anwesend ist, heißt es: „Sensei ni rei!“ Wohnen spezielle Ehrengäste oder Großmeister dem Training bei, wird ihnen zuerst, entsprechend der Rangordnung, Respekt gezollt.
- Auf das Kommando „Sensei ni rei!“ erfolgt die Begrüßung. Sie sieht folgendermaßen aus: Die linke Hand wird zuerst auf den Boden abgesetzt, sodass die Handinnenfläche den Boden berührt. Nun folgt die rechte Hand; sie wird entweder daneben abgesetzt oder leicht über der linken Hand, sodass nur die Fingerspitzen von Daumen und Zeigefinger/Mittelfinger der rechten die Fingerspitzen von Daumen und Zeigefinger/Mittelfinger der linken Hand bedecken. Jetzt wird der Oberkörper gebeugt, dass die Stirn die Finger leicht berührt. Während dieser Verbeugung im Knien sprechen Schüler und Meister den gegenseitigen Gruß „Ossu!“ (押っ忍) aus. Es gibt noch die Variante, dass man beim Verbeugen, kurz bevor der Kopf die Hände erreicht, auf halbem Wege innehält, den Kopf zum Meister hebt und einander für einen Augenblick ansieht. Nach dem kurzen Blickkontakt wird der Kopf zu den Händen gesenkt und gegrüßt. Diese Variante kommt direkt aus der Tradition des Bushidō.
- Nach der mündlichen Begrüßung („Ossu!“) richtet der Karateka den Oberkörper wieder auf, nimmt also die Haltung während der Meditation wieder ein.
- Nun steht der Meister als erstes auf, dann der Senpai. Der Senpai gibt nun entweder ein Zeichen oder das Kommando, dass sich auch die Kōhai erheben mögen. Das Aufstehen erfolgt in umgekehrter Reihenfolge zum Abknien. Das heißt, das rechte Bein löst sich zuerst vom Boden und wird aufgestellt und im Stehen zum linken Fuß herangezogen, so dass man wieder im Musubi-Dachi steht. Die Handflächen liegen auf der Oberschenkelaußenseite.
- Nun, wo sich alle im Musubi-Dachi gegenüberstehen, verbeugt man sich im Stehen und grüßt einander mit „Ossu“. Der Oberkörper wird dabei in einem Winkel von ungefähr dreißig Grad gebeugt.
- Nach dieser Verbeugung ist die traditionelle Begrüßung abgeschlossen. Der Meister setzt nun mit dem Training fort.

Die vorigen Punkte beschreiben den Ablauf einer Begrüßung, wie sie im Shōtōkan Ryū üblich (erkennbar durch den dort stark verbreiteten Ausdruck Ossu!) ist. Neben der anderen Art und Weise, wie man Seiza einnimmt und wie die Hände geführt werden, erfolgt bei Begrüßungen im Wadō-Ryū beispielsweise zuerst je nach den vor Ort herrschenden Bedingungen eine Begrüßung zur Stirnseite des Dōjō entweder mit „shōmen ni!“ oder bei Vorhandensein eines Altars mit „shinzen ni rei!“, bei der alle, auch der Sensei, gerade nach vorn ausgerichtet sind. Darauf wendet sich der Sensei seinen Schülern zu, und es folgt die Begrüßung des Sensei. Hierfür richten sich alle Schüler für gewöhnlich zu diesem aus und verbeugen sich stumm. Schließlich richten sich die Schüler beim Kommando „otagai ni rei!“ wieder frontal aus und begrüßen sich untereinander mit den Worten „Onegai shimasu!“.
In manch traditionellen Schulen und Vereinen ist es auch üblich, an der Stelle nach der Begrüßung im Knien und vor dem Aufstehen die Dōjōkun oder die 20 Paragraphen des Karate von den gelehrigsten Schülern (stellvertretend für alle) rezitieren zu lassen.
Die traditionelle Verabschiedung im Training erfolgt nach dem gleichen Muster wie die Begrüßung.
Wie in allen anderen Dō-Künsten üblich werden im Umgang der strenge Kodex des Reishiki und die Dōjōkun beachtet.

### Kleidung

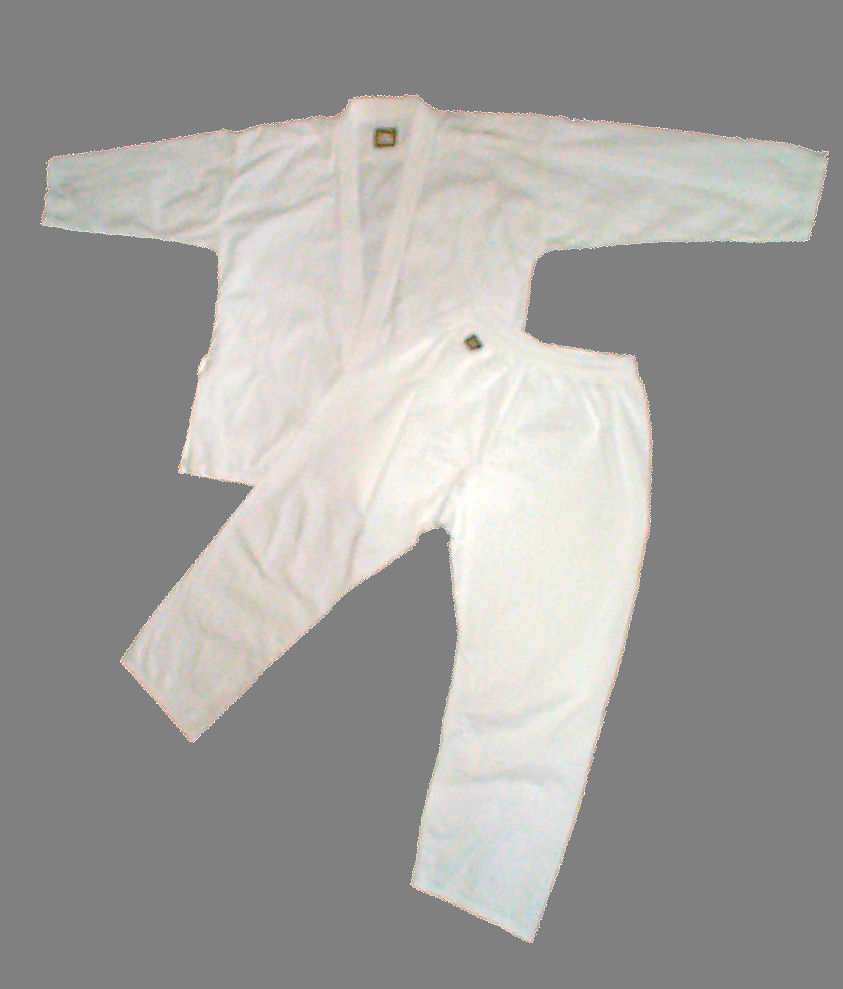
Karate-Gi – 空手着

Jeder Karateka trägt einen Karate-Gi, bestehend aus einer einfachen an der Hüfte geschnürten weißen Hose, Zubon, früher bestehend aus Leinen, heute aus Baumwolle und einer Jacke, Uwagi genannt, aus dem gleichen Material. Gehalten wird die Jacke (meist neben einer leichten Schnürung) durch einen gefärbten Gürtel, dem Obi. Es wird grundsätzlich barfuß trainiert.
Dass Karateka überhaupt uniforme Trainingskleidung trugen, war nicht selbstverständlich. Das Okinawa-Te wurde von jeher in robuster Alltagskleidung trainiert. Ebenso existierte in der Zeit, da Karate noch eine insulane Kampfkunst war, kein Graduierungssystem. Der Meister wusste über den jeweiligen Fortschritt seines Schülers ohnehin Bescheid. Die Einführung einheitlicher Trainingskleidung und eines Graduierungssystems erfolgte erst nach Funakoshi Gichins Begegnung mit dem Kōdōkan-Gründer Kanō Jigorō, der eben jenes im Judo veranlasste.
Die Einführung einheitlicher Kleidung und eines Graduierungssystems ist nur im sozio-historischen Kontext zu verstehen.
Nach der Meiji-Restauration, der Auflösung des Samurai-Standes und der Einführung von Faustfeuerwaffen war die Bedeutung der traditionellen Kriegskünste zurückgegangen. Mit dem aufkeimenden Nationalismus in Japan gewannen die klassischen Kampfkünste wieder an Bedeutung, die am Verlauf der japanischen Geschichte einen entscheidenden Anteil hatten. Man sah die Kampfkünste als Bestandteil der kulturellen und nationalen Identität an. Die Kampfkünste – so auch das Karate – erhielten den Stempel der nationalistischen Politik jener Zeit.
Die Kampfkünste durchliefen eine Militarisierung westlicher Prägung. Aus diesem Blickwinkel sind die einheitliche Kleidung als Uniform, und das Graduierungssystem nach Gürtelfarben als Hierarchie nach militärischen Dienstgraden zu verstehen. Die Aufstellung in einer Reihe gleicht der militärischen Formation. Auch gewisse Stände ähneln militärischen Ständen: So sieht der Stand Musubi-Dachi aus wie die Grundstellung beim Kommando „Stillgestanden!“ bzw. „Achtung!“, und der Shizen-Tai wie der erleichterte Stand bei „Rührt Euch!“.

### Graduierung
Die Graduierung durch farbige Gürtel wurde wahrscheinlich aus dem Judo übernommen. Kanō Jigorō, Gründer des Kōdōkan Judo, hat dieses System im 19. Jahrhundert erstmals verwendet. Vorher gab es kein Graduierungssystem nach Gürtelfarben in den Kampfkünsten aus Okinawa und Japan.
In Graduierungen wird zwischen den Schülergraden, den sogenannten Kyū, und den Meisterschülern bzw. Meistergraden, den sogenannten Dan, unterschieden. Jeder dieser Stufen wird eine Gürtelfarbe zugeordnet. In dem in Deutschland gebräuchlichsten Graduierungssystem existieren 9 Kyū- und 10 Dan-Grade. Der 9. Kyū ist hierbei die unterste Stufe, der 10. Dan die höchste.
|            | 9. Kyū        | 8. Kyū        | 7. Kyū         | 6. Kyū        | 5.–4. Kyū a   | 3.–1. Kyū      | 1.–10. Dan b     |
| ---------- | ------------- | ------------- | -------------- | ------------- | ------------- | -------------- | ---------------- |
| Gürtelbild | Weißer Gürtel | Gelber Gürtel | Oranger Gürtel | Grüner Gürtel | Blauer Gürtel | Brauner Gürtel | Schwarzer Gürtel |
| Farbe      | weiß          | gelb          | orange         | grün          | blau          | braun          | schwarz          |

Fußnote
Die Gürtelfarben sind eine Erfindung des modernen Budō. Viele Verbände verfolgen damit neben der beabsichtigten Motivation der Mitglieder auch finanzielle Interessen, denn für jede abzulegende Prüfung wird eine Gebühr erhoben.
Bis zum Jahre 1981 existierte im Deutschen Karate Verband eine Abstufung über fünf Schülergrade (5. bis 1. Kyū), wobei für jeden Kyū-Grad eine Farbe in der vorgenannten Reihenfolge stand. Diese Abstufung wurde zugunsten einer feineren Differenzierung durch vorstehende Graduierungen ersetzt.

### Prüfungen
Zum Erlangen des nächsthöheren Schüler- bzw. Meistergrades werden Prüfungen nach einem festen Programm und einer Wartezeit, je nach Kyū- und Dan-Graden verschieden, abgelegt. Die Programme der Prüfungen unterscheiden sich von Verband zu Verband, gelegentlich gibt es sogar Unterschiede in einzelnen Dōjō.
Das Ablegen der Prüfungen dient als Ansporn und Bestätigung des Erreichten, ähnlich wie in unserem Schulsystem.
In den Prüfungen wird auf Technikausführung, Haltung, Aufmerksamkeit, Kampfgeist, Konzentration und Willen geachtet. Der Gesamteindruck entscheidet.
Bei höheren Meistergraden (meist ab dem 5. Dan) erhöht sich der theoretische Prüfungsanteil erheblich. In einigen wenigen Organisationen werden diese Dangrade gar nur aufgrund besonderer Leistungen und Verdienste verliehen. Im Shōtōkai ist der 5. Dan (Godan) die höchste Auszeichnung.

## Philosophie
Karate hat als Budōdisziplin, zu denen zum Beispiel auch Kendō und Judo gehören, einen spirituellen Kern aus weltanschaulichen Elementen des Zen und des Taoismus. Diese Weltanschauungen dienen dazu, die Systeme des Budō zu erklären und bilden nicht die Basis dieser Kampfkünste.
Einen guten Einblick in die Grundsätze der Karate-Philosophie bieten die 20 Paragraphen des Karate von Gichin Funakoshi.

### Die 20 Regeln
In Japan werden die von Gichin Funakoshi aufgestellten 20 Regeln des für Karateka angemessenen Verhaltens als Shōtō Nijū Kun (japanisch 松濤二十訓, wörtlich die 20 Regeln von Shōtō, wobei Shōtō der Künstlername Funakoshis war) oder als Karate Nijū Kajō (japanisch 空手二十箇条, wörtlich die 20 Paragraphen des Karate) bezeichnet. Im deutschen Karate vermischt sich der Begriff häufig mit dem der Dōjōkun, die eigentlich nur fünf zentrale Regeln umfassen und lange vor Funakoshi und mit Bezug auf alle Kampfkünste vermutlich von buddhistischen Mönchen in Indien aufgestellt wurden.
| #  | Regel | #      | Japanisch |
| -- | --- | ------ | --- |
| 1  | Karate beginnt mit Respekt und endet mit Respekt.                                                            | 一、   | 空手は礼に初まり礼に終わることを忘るな 。 karate wa rei ni hajimari rei ni owaru koto o wasuru na                      |
| 2  | Im Karate gibt es keinen ersten Angriff.                                                                     | 二、   | 空手に先手無し 。 karate ni sente nashi                                                                                |
| 3  | Karate ist ein Helfer der Gerechtigkeit.                                                                     | 三、   | 空手は義の補け。 karate wa gi no tasuke                                                                                |
| 4  | Erkenne zuerst dich selbst, dann den anderen.                                                                | 四、   | 先づ自己を知れ而して他を知れ。 mazu jiko o shire shikoshite hoka o shire                                               |
| 5  | Die Kunst des Geistes kommt vor der Kunst der Technik.                                                       | 五、   | 技術より心術。 gijutsu yori shinjutsu                                                                                  |
| 6  | Es geht einzig darum, den Geist zu befreien.                                                                 | 六、   | 心は放たん事を要す。 kokoro wa hanatan koto o yōsu                                                                     |
| 7  | Unglück geschieht immer durch Unachtsamkeit.                                                                 | 七、   | 禍は懈怠に生ず。 wazawai wa ketai ni shōzu                                                                             |
| 8  | Denke nicht, dass Karate nur im Dōjō stattfindet.                                                            | 八、   | 道場のみの空手と思うな。 dōjō nomi no karate to omou na                                                                |
| 9  | Karate üben heißt, es ein Leben lang zu tun.                                                                 | 九、   | 空手の修行は一生である。 karate no shūgyō wa isshō dearu                                                               |
| 10 | Verbinde dein alltägliches Leben mit Karate, dann wirst du geistige Reife erlangen.                          | 十、   | 凡ゆるものを空手化せ其処に妙味あり。 arayuru mono o karate kase soko ni myōmi ari                                      |
| 11 | Karate ist wie heißes Wasser, das abkühlt, wenn du es nicht ständig warm hältst.                             | 十一、 | 空手は湯の如く絶えず熱を与えざれば元の水に返る。 karate wa yu no gotoku taezu netsu o ataezareba moto no mizu ni kaeru |
| 12 | Denke nicht an das Gewinnen, doch denke darüber nach, wie man nicht verliert.                                | 十二、 | 勝つ考えは持つな、負けぬ考えは必要。 katsu kangae wa motsu na, makenu kangae wa hitsuyō                                |
| 13 | Wandle dich abhängig vom Gegner.                                                                             | 十三、 | 敵に因って転化せよ。 teki ni yotte tenka seyo                                                                          |
| 14 | Der Kampf hängt von der Handhabung des Treffens und des Nicht-Treffens ab.                                   | 十四、 | 戦は虚実の操縦如何にあり。 ikusa wa kyojitsu no sōjū ikan ni ari                                                       |
| 15 | Stelle dir deine Hand und deinen Fuß als Schwert vor.                                                        | 十五、 | 人の手足を劔と思え。 hito no teashi o ken to omoe                                                                      |
| 16 | Sobald man vor die Tür tritt, findet man eine Vielzahl von Feinden vor.                                      | 十六、 | 男子門を出づれば百万の敵あり。 danshi mon o izureba hyakuman no teki ari                                               |
| 17 | Feste Stellungen gibt es für Anfänger, später bewegt man sich natürlich.                                     | 十七、 | 構えは初心者に、あとは自然体。 kamae wa shoshinsha ni, ato wa shizentai                                                |
| 18 | Die Kata darf nicht verändert werden, im Kampf jedoch gilt das Gegenteil.                                    | 十八、 | 型は正しく、実戦は別もの。 kata wa tadashiku, jissen wa betsu mono                                                     |
| 19 | Hart und weich, Spannung und Entspannung, langsam und schnell, alles in Verbindung mit der richtigen Atmung. | 十九、 | 力の強弱、体の伸縮、技の緩急を忘るな。 chikara no kyōjaku, karada no shinshuku, waza no kankyū o wasuru na             |
| 20 | Denke immer nach und versuche dich ständig an Neuem.                                                         | 二十、 | 常に思念工夫せよ。 tsune ni shinen kufū seyo                                                                           |

### Meditation
Zum besseren Verständnis des spirituellen Wesens des Karate kann u. a. auch das Studium des Zen geeignet sein.
Die Wiederholung der Bewegungen, in Kihon (jap. „Grundschule“) und Kata (jap. „Form“) wird von manchen Meistern als Meditation betrachtet. Das Ki, also die Energie des Körpers, das Bewusstsein, das sich beispielsweise in Koordinations- und Reaktionsvermögen äußert, sollen durch körperlich anstrengende, konzentrierte und dynamische Bewegungen gestärkt werden. Da während einer Kata Konzentration gefordert ist, und gleichzeitig die Lebensenergie (Ki) unbeeinflusst vom Bewusstsein im Körper fließt, gilt Kata als „aktive Meditation“. Kata als Meditationsform ist sozusagen das Gegenteil von Zazen: Letzterer ist Versenkung im Verharren, erstere Versenkung in der Bewegung. Bloßes Üben von Techniken in einer Kata allein heißt noch lange nicht, dass die Kata als Meditationsform praktiziert wird. Erst die richtige Geisteshaltung, mit welcher der Karateka die Kata füllt, macht aus einem traditionellen Kampfhandlungsprogramm einen Weg zur spirituellen Selbstfindung und meditativen Übung.

### Dō
Das Prinzip des Dō (道) findet sich in allen japanischen Kampfkünsten wieder und ist unmöglich umfassend zu beschreiben. Dō ist die japanische Lesart des chinesischen Tao (Dao), das mit dem gleichen Zeichen geschrieben wird. Es bedeutet wörtlich „Weg“ und steht dabei nicht nur für „Weg“ oder „Straße“ im engeren Sinn, sondern auch für „Mittel“ oder „Methode“ im Verständnis eines „Lebensweges“, einer „Lebenseinstellung“.
Dahinter stehen einerseits das taoistisch-schicksalhafte Prinzip, dass das Tao, der Weg, vorgezeichnet ist und die Dinge in ihrer Richtigkeit vorbestimmt; sowie die Einstellung des Nichtanhaftens und der Nichtabhängigkeit von allen Dingen, Gegebenheiten und Bedürfnissen, die im Zen-Buddhismus gelehrt wird.
Der Kodex des Bushidō geht noch weiter: Der bushi (jap. „Krieger“), der Bushidō verinnerlicht hat, befreit sich damit nicht nur von allen materiellen Bedürfnissen, sondern von dem Begehren um jeden Preis zu leben. Das Ende des eigenen Lebens wird damit nicht unbedingt erstrebenswert, aber auf jeden Fall eine zu akzeptierende Tatsache, und der Tod birgt keinen Schrecken mehr.
Diese Haltung war im alten Japan eine hochangesehene geistige Einstellung, die sich in vielen martialischen Verhaltensweisen wie dem Seppuku manifestierte.
Dies darf jedoch auf keinen Fall als Geringschätzung gegenüber dem eigenen Leben oder dem eines anderen aufgefasst werden. Im Gegenteil: Die Aufopferung des eigenen wertvollen Lebens wog vielmehr jede Schmach auf, die ein Krieger zu Lebzeiten auf sich geladen hatte. Das Seppuku, also der rituelle Selbstmord, befreit den Krieger von Schuld und Schande und stellte seine Ehre wieder her.
Das Dō-Prinzip impliziert nun viele verschiedene Konzepte und Verhaltensweisen, die nicht abschließend aufgezählt werden könnten. Deshalb hier nur einige wenige Aspekte: siehe auch Dōjōkun, Die 20 Regeln des Karate
- „den Weg gehen“: lebenslanges Lernen und Arbeiten an sich selbst; ständige Verbesserung
- Friedfertigkeit, Friedenswille, aber auch
- Geradlinigkeit; absolute Entschlossenheit im Kampf

(„Tue alles, um eine Auseinandersetzung zu vermeiden. Kommt es aber trotzdem zum Kampf, so soll Dein erster Schlag töten.“)
- Respekt und damit Höflichkeit gegenüber jedem Individuum und Ding, auch dem Feind
- „Weg“-Gemeinschaft mit Meister und Mitschülern, Brüderlichkeit, verantwortungsvolles Handeln
- Selbstbeherrschung, universelle Aufmerksamkeit (Achtsamkeit), Konzentration (Zanshin, 残心)
- Offenheit, Bemühen um Verständnis, Akzeptanz
- Nicht-Streben

## Training
Das Training des Geistes, des Charakters und der inneren Einstellung sind Hauptziele im Karate. Dies wird auch durch den Leitspruch der Japan Karate Association (JKA) dargelegt:
„Oberstes Ziel in der Kunst des Karate ist weder Sieg noch Niederlage, sondern liegt in der Vervollkommnung des Charakters des Ausübenden.“
Eine weitere Grundregel im Karate lautet
「空手に先手なし。」 (Karate ni sente nashi), zu deutsch: „Im Karate gibt es kein Zuvorkommen.“ (Diese wichtige Grundregel, die auch auf Gichin Funakoshis Grabstein in Kamakura zu lesen ist, wird häufig mit „Es gibt keinen ersten Angriff im Karate“ wiedergegeben.)
Damit ist nicht das Training oder der Wettkampf gemeint, da ernsthafte Angriffs-Simulationen zu allen Budō-Künsten gehören. Der Satz verdeutlicht vielmehr den Kodex des Karatedō im täglichen Leben. Gemeint ist, dass sich der Karateka zu einer friedlichen Person entwickeln und nicht auf Streit aus sein soll. Ein Karateka führt also, bildlich gesprochen, niemals den ersten Schlag, was ebenso jegliche Provokation anderer ausschließt.
Das Karatetraining baut auf drei großen Säulen auf, dem Kihon, dem Kumite und der Kata.

### Kihon
Kihon (japanisch 基本) heißt „Grundlage“, „Basis“, „Fundament“ (des Könnens) und wird häufig auch als Grundschule des Karate bezeichnet.
Es umfasst die grundlegenden Techniken, die das Fundament des Karate bilden. Die einzelnen Techniken werden immer wiederholt, entweder langsam oder schnell, kraftvoll oder leicht/locker. Der Bewegungsablauf der einzelnen Technik wird in alle Bestandteile zerlegt und es wird versucht die Ideallinie der Bewegung zu finden, wobei es immer etwas zu optimieren gibt. Der Bewegungsablauf muss optimal verinnerlicht werden – reflexartig abrufbar, da für Denken, Planen und Handeln in einem realen Kampf zu wenig Zeit ist.
Einatmung, Ausatmung, maximale Anspannung des ganzen Körpers im Zielpunkt sind grundlegende Ziele dieses Trainings. Nach asiatischer Vorstellung liegt das Zentrum des Körpers und damit das Kraftzentrum dort, wo idealerweise auch der Körperschwerpunkt liegen sollte. Diesem oft bedeutungsverengend mit Hara (腹, „Bauch“) bezeichneten ideellen Punkt (ca. 2 cm unter dem Bauchnabel) kommt beim Atemtraining besondere Aufmerksamkeit zu (Bauchatmung). Eine gute Balance ist darüber hinaus erstrebenswert und wird oft umschrieben mit dem Finden des „inneren Schwerpunktes“.

### Kumite
Kumite (japanisch 組み手 oder 組手) bedeutet wörtlich „verbundene Hände“ und meint das Üben bzw. den Kampf mit einem, selten mehreren Gegnern (siehe Bunkai).
Das Kumite stellt innerhalb des Trainings eine Form dar, die es dem Trainierenden nach ausreichender Übung ermöglicht, sich in ernsten Situationen angemessen verteidigen zu können. Voraussetzung ist das richtige Verstehen und Einüben elementarer Grundtechniken aus dem Kihon und der Kata. Wenn die Ausführung der Technik in ihrer Grundform begriffen wurde, wendet man sie im Kumite an. Die Anwendung im Kumite ist sehr wichtig, da die Ausführung von Techniken im Freikampf nicht der vorgeschriebenen Form entsprechen müssen, da man oftmals bei überraschenden Angriffen sofort von der Kampfhaltung zur Endstellung der Abwehr gelangen muss.
Es gibt verschiedene Formen des Kumite, die mit steigendem Anspruch von einer einzigen, abgesprochenen, mehrfach ausgeführten Technik bis hin zum freien Kampf in ihrer Gestaltung immer offener werden.
Bei Verteidigungstechniken werden hauptsächlich die Arme zu Blocktechniken verwendet. Würfe, Hebel, harte, weiche Blockbewegungen oder auch nur Ausweichen, meist in Kombination mit Schritt- oder Gleitbewegungen. Eine Blockbewegung kann auch als Angriffstechnik ausgeführt werden, was ein sehr gutes Auge voraussetzt; der Angriff des Gegners wird im Ansatz mit einer Abwehrbewegung oder einem Gegenangriff (出会い, deai, „Begegnung, Aufeinandertreffen“) gestoppt.
Beim Angriff wird versucht, die ungedeckten Bereiche bzw. durch die Deckung hindurch den Gegner zu treffen. Es soll möglichst mit absoluter Schnelligkeit ohne vorzeitiges Anspannen der Muskeln konzentriert angegriffen werden, denn erhöhter Krafteinsatz führt während der Bewegung zu Schnelligkeitsverlusten. Der Kraftpunkt liegt am Zielpunkt der Bewegung. Das Prinzip der Angriffstechnik gleicht dem des Pfeiles eines Bogenschützen bei Schlag- und Stoßtechniken und dem einer Peitsche bei geschnappten Techniken.

#### Yakusoku-Kumite
Das Yakusoku-Kumite (japanisch 約束組手, „abgesprochenes Kumite“) ist die erste Stufe der am Partner/Gegner angewandten Technik. Dabei folgen beide Partner einem vorher festgelegten Ablauf von Angriff- und Verteidigungstechniken, die in der Regel im Wechsel ausgeführt werden. Ziel dieser Übung ist es, die Bewegungen des Partners/Gegners einschätzen zu lernen, sowie die eigenen Grundschul-Techniken in erste Anwendung zu bringen, ein Gefühl für Distanz und Intensität zu erhalten. Diese Form der Übung ist wiederum nach Schwierigkeitsgrad unterteilt.

#### Jiyū-Kumite
Beim Jiyū-Kumite (japanisch 自由組手, „freies Kumite“) werden Verteidigung und Angriff frei gewählt, teilweise ohne Ansage oder Bekanntgabe.
Jiyū bedeutet „Freiheit“ oder „Wahlfreiheit“. Allgemein gilt: Man muss, egal ob man die Initiative im Angriff oder in der Abwehr ergreift, aus jeder beliebigen Position heraus reagieren können, ungehindert aller einschränkenden Gedanken, da man in überraschenden Situationen nicht sofort in eine Kampfstellung gehen kann. Es ist also egal, ob man einen Angriff blockt, sperrt, in diesen hineingeht oder selbst zum Angriff übergeht. Wichtig ist nur, all seine Aktionen in der Weise auszuführen, dass man dabei nicht von ablenkenden Gedanken erfasst wird. Der Kopf muss kühl bleiben. Ebenso wie in allen anderen Kampfkünsten hemmen die „Bewegungen im Kopf“ letztlich die Bewegungen des Körpers. Der Geist muss sozusagen ungehindert fließen können, um jede Bewegung des Gegners aufnehmen zu können.
Diese Form des Kampfes stellt die Höchstform des klassischen Kumite dar. Timing, Distanzgefühl, ein selbstbewusstes Auftreten, eine sichere Kampfhaltung, schnelle und geschmeidige Techniken, gehärtete Gliedmaßen, intuitives Erfassen, ein geschultes Auge, Sicherheit in Abwehr, Angriff und Konter … das alles sollte hinführend zum Jiyū-Kumite bereits vorher in den anderen Kumite-Formen sowie im Kihon und in der Kata eingeübt werden. Letzteres wird sich jedoch erst im Jiyū-Kumite sowie im Randori vollends ausbilden: Spontaneität.

#### Randori
Randori (japanisch 乱取り, „freies Üben“, wörtlich „Unruhen/Ungeordnetes abfangen“) ist eine freie Form des Partnertrainings, bei der es darum geht, ein Gespür für den Fluss eines Kampfes, der Bewegungen und der eingesetzten Energie zu bekommen. Dabei ist es nicht zielführend, wie im Kampf Treffer um jeden Preis zu vermeiden, sondern es ist ausdrücklich erwünscht, dass die Trainierenden Treffer bei gut ausgeführten Angriffen auch zulassen. Es sind keine Vorgaben bezüglich der einzusetzenden Techniken gemacht. Die Übenden sollen vielmehr das spontane Handeln aus den sich ergebenden Situationen erlernen. Das Randori sollte locker und gelassen sein, einen freien Fluss der Techniken ermöglichen und keinen Wettkampfcharakter annehmen.

#### (Frei-)Kampf
Der Freikampf imitiert entweder reale Selbstverteidigungssituationen oder dient dem Wettkampf (Shiai) bzw. dessen Vorbereitung.
Kennzeichnend im traditionellen Karate ist der beabsichtigte Verzicht auf Trefferwirkung am Gegner.
Absolut notwendig ist die Fähigkeit, Angriffstechniken vor dem Ziel, dem Körper des Gegners, mit einer „starken“ Technik zu arretieren, da ohne Hand- und Kopfschutz geübt wird. Während eines Wettkampfes wäre Trefferwirkung ein Regelverstoß, der je nach Schwere zu einer Verwarnung oder zur Disqualifikation führt. „Schwache“ Techniken führen zu keiner Wertung.
Vollkontakt-Karate-Kampfsysteme gestatten und beabsichtigen in der Wettkampfordnung die Trefferwirkung. Viele dieser Stilrichtungen verwenden dazu auch Schutzausrüstungen wie Kopfschutz und Mundschutz sowie einen speziellen Handschuh, der die Fingerknöchel und den Handrücken polstert. Wird der Freikampf als Wettkampf durchgeführt, so gibt es feste Regularien die beispielsweise Würfe über Hüfthöhe, Tritte zum Kopf, sowie Techniken gegen den Genitalbereich oder mit offener Hand zum Hals geführte Schläge aus Sicherheitsgründen verbieten. Ohne Handschuhe sind Angriffe mit den Händen oder Fäusten zum Kopf verboten, wie im Kyokushin-Kai, oder es wird komplette Schutzausrüstung mit Helm, Weste, Tiefschutz, Unterarm- und Schienbeinschoner und evtl. ein Spannschutz verwendet, wie auch im Taekwondo.

### Kata

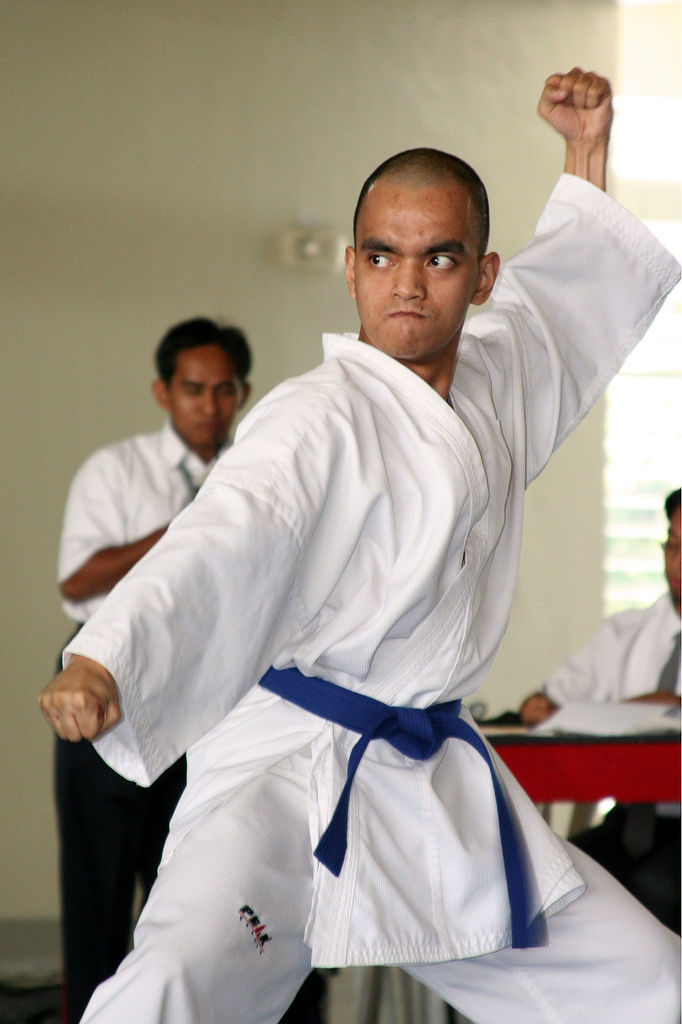
Tempelkreuzhaltung – Manji Gamae 卍構え, 2006

Kata (japanisch 型, 形) bedeutet „Form“, „Formstück“, „Schablone“. Eine Kata ist ein stilisierter und choreographierter Kampf gegen einen oder mehrere imaginäre Gegner, der einem festgelegten Muster im Raum, Embusen genannt, folgt. Verschiedene Stilrichtungen üben im Allgemeinen verschiedene Kata, jedoch gibt es auch viele Überschneidungen, Varianten und unterschiedliche Namensgebungen.
Kata entwickelten sich, wie bereits im Abschnitt Geschichte erwähnt, zur komprimierten Weitergabe der Techniken einer Schule oder eines einzelnen Meisters ohne die Notwendigkeit schriftlicher Aufzeichnung.

#### Die vier Elemente der Kata

##### Bunkai
Bunkai (japanisch 分解, dt. „Analyse, Zerlegung“) bezeichnet die Analyse der einzelnen fest vorgeschriebenen Bewegungen einer Kata, wie sie in der entsprechenden Schule gelehrt werden. Die dabei betrachtete Form der Kata bezeichnet man als das Genkyo- (原拠) oder Basis-Modell. Dieses bezeichnet die Urform bzw. den Ursprung der Kata.
Während die Kata frei und meist öffentlich vermittelt wird, ist das Bunkai die persönliche Interpretation des (lehrenden) Meisters, seines Systems/Schule. Üblicherweise ist das (traditionelle) Bunkai damit an den persönlichen Kontakt zwischen Meister und Schüler gebunden.

##### Ōyō
Ōyō (japanisch 応用, dt. „Anwendung“) Individuelle Interpretationen durch die Schüler werden ōyō („frei“) genannt. Dabei wird der Leistungsstand wie auch körperliche oder andere individuelle Merkmale berücksichtigt. Manche Bunkai-Techniken berücksichtigen so z. B. nicht den Größenunterschied zwischen Tori und Uke.
Leider ist mit der Verallgemeinerung des Karate oft dieser Bezug verloren gegangen, weswegen vielfach freie Ōyō-Varianten in Umlauf sind, deren Urheber nicht mehr nachvollziehbar, bzw. deren Authentizität dann zweifelhaft sind. Daraus resultiert oft auch eine Unklarheit in der formalen Ausführung der Kata, da die Form wiederum ohne die ursprünglichen Bedeutungen leicht zu einem rein akrobatischen Leistungsvergleich (Wettkampf) zu verkommen droht.

##### Henka
Henka (japanisch 変化, dt. „Veränderung“, „Variation“). Die Ausführung der Kata und ihr Ausdruck werden trotz der gleichen Bewegungsabläufe der Ausführenden niemals gleich aussehen. Die Akzentuierungen innerhalb der Bewegungsabläufe, die eingesetzte Kraft in den Einzeltechniken, die individuelle koordinative Befähigung, die Gesamtkonstitution und viele weitere Aspekte bewirken, dass eine Kata von zwei Karatekas vorgetragen niemals gleich sein kann. Henka beschreibt, wie der Ausführende die Kata präsentiert und auch wie er sie sieht.

##### Kakushi
Kakushi (japanisch 隠し, dt. „verborgen“, „versteckt“). Jede Kata enthält Omote (表, „äußerlich“, „Oberfläche“), die offensichtlich enthaltenen Techniken, und Okuden (奥伝), den unterschwelligen oder unsichtbaren Teil. Kakushi beschäftigt sich mit letzteren Techniken, die zwar potentiell im Ablauf der Kata vorhanden sind, aber sich dem Betrachter und auch dem Praktizierenden nicht von selbst erschließen. Daher ist es meist notwendig, von einem Meister in diese unterschwelligen Kniffe und Techniken eingewiesen zu werden. In traditionell ausgerichteten Dōjō werden diese Techniken nur den Uchi-Deshi (内弟子, Privat-, Haus- oder Meisterschüler, wörtlich „Hausschüler, interner Schüler“) vermittelt. Kakushi wird traditionell ab dem 4. Dan vermittelt, da dieser auch als Dan des technischen Experten bezeichnet wird.

### Andere Trainingsformen

#### Tanren-Makiwaratraining
Ein Makiwara ist ein im Boden oder an der Wand fest verankertes Brett aus elastischem Holz, z. B. Esche oder Hickory, mit Stoff, Leder o. ä. umwickelt, auf das man schlägt und tritt. Die Elastizität des Holzes verhindert dabei einen zu harten Rückstoß in die Gelenke. Die Verletzungsgefahr (Hautabschürfungen und Gelenkverletzungen) ist am Anfang trotzdem recht hoch.
Dieses Training fördert den Knochenaufbau der Unterarme. Die Armknochen bestehen aus fast hohlen Knochen, die durch diese Trainingsform gestärkt werden. Durch die Belastung des zurückfedernden Makiwara, bei einem Schlag oder Tritt, werden diese Stellen vom Körper „verdickt“, es lagert sich also mehr Kalzium in dem Knochen an. Dieser wird dadurch härter.

#### Kimetraining

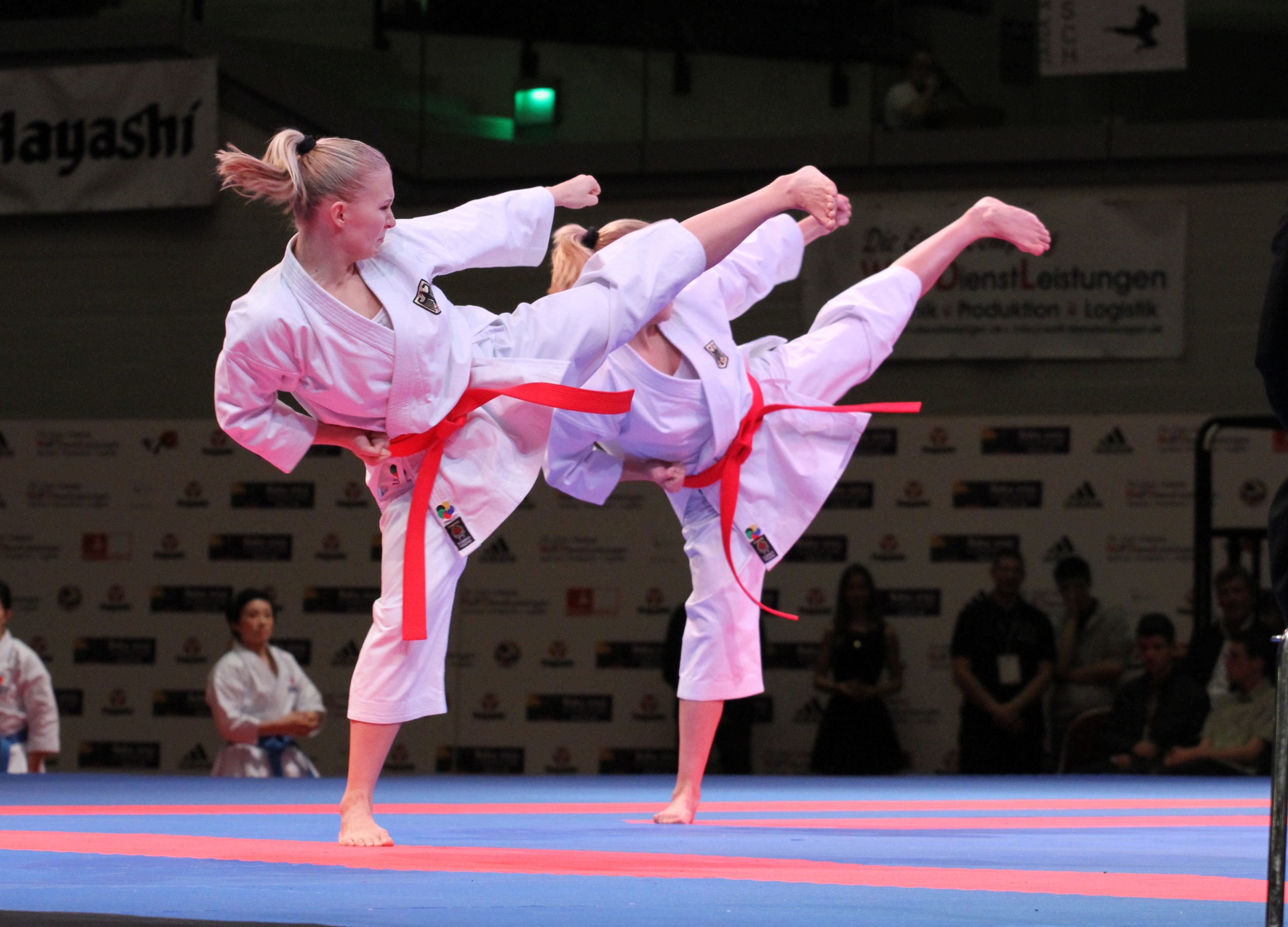
Weltmeisterschaft 2014 Kata Damen – perfekte Kime-Demonstration

Um das Kime zu trainieren, ist allgemein keine andere Übungsmethode außer dem normalen Karatetraining vonnöten (Kihon, Kata, Kumite, Makiwara), da jede Karatetechnik mit dieser Atmung ausgeführt wird. Es ist jedoch auch üblich, im Training Schwerpunkte zu setzen, doch auch dann werden Karatetechniken benutzt, um das Kime zu stärken. Kimetraining ist also Bestandteil eines umfangreichen Techniktrainings. Will man die Techniken durch das Kime stärken, so muss man zu Beginn einer Technik den Gliedmaßen jegliche Spannung nehmen. Erst beim Auftreffen einer Technik im Ziel wird die Muskulatur angespannt, gleichzeitig der Atem herausgestoßen, um die Technik zu arretieren. Um diesen Vorgang zu perfektionieren, werden meist nur einzelne Techniken geübt, hauptsächlich der gerade Fauststoß aus dem natürlichen, schulterbreiten Stand (shizentai). Isometrische Übungen stellen auch gute Übungsformen dar. Hierbei wird eine einzelne Technik ausgeführt und in der Endstellung gehalten. Dann wird Gegendruck auf diese Technik ausgeübt. Die Spannung wird ca. 4 Sekunden gehalten, die Atmung während dieser 4 Sekunden ist eine lange Kime-Atmung. Diese Übung wird mehrmals wiederholt.
Andere Übungsformen wären zum Beispiel:
- Faustliegestütze mit schnellkräftigem Abstoßen
- Hockstrecksprünge – Mae-Geri-Training
- Training mit dem Deuser-Band (Atmung nur durch Kime)
- Spezielle Atem-Kata wie Sanchin oder Hangetsu

## Wettkampf – Turniere

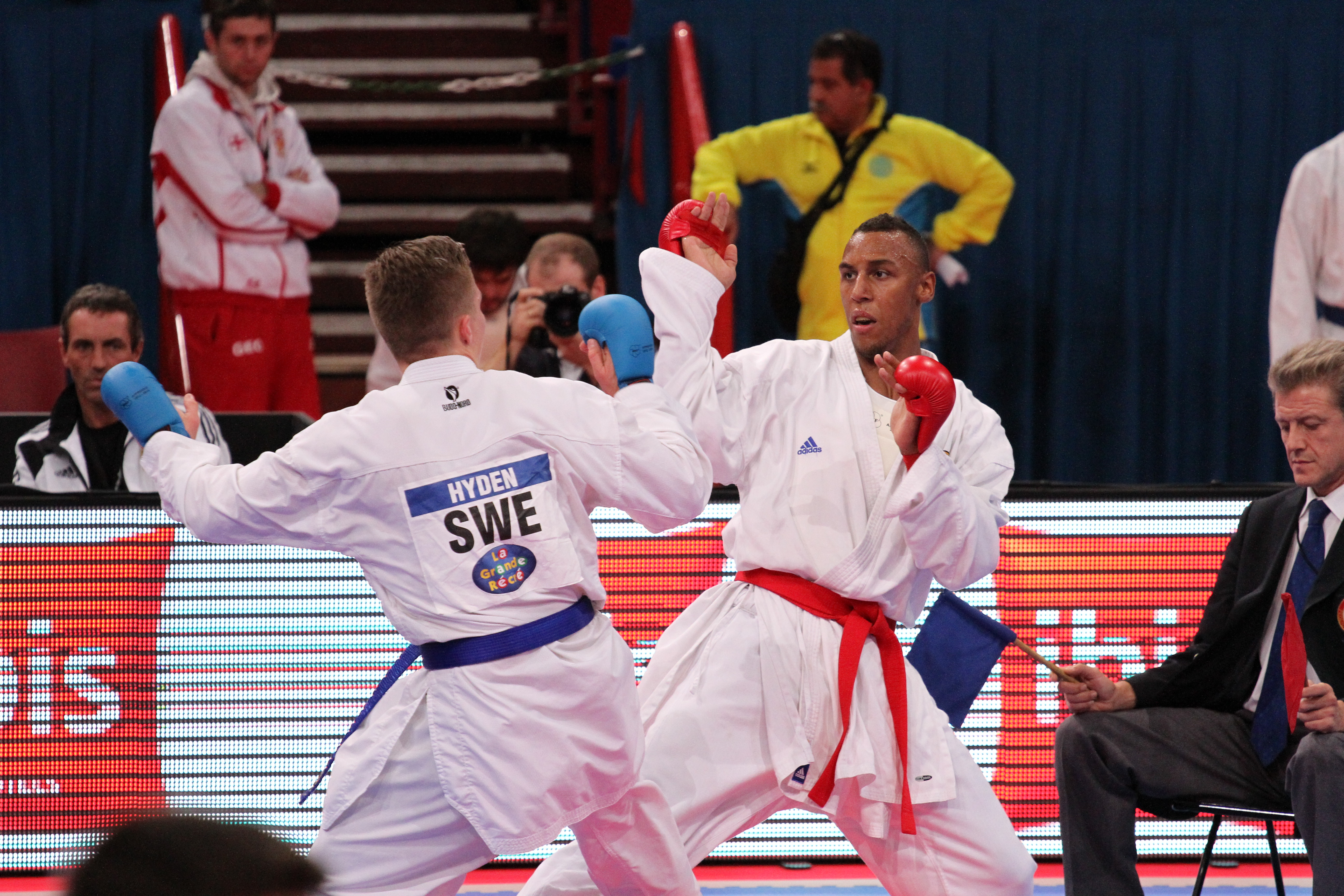
WKF-Karate-Weltmeisterschaft – Horne vs. Hyden, 2012

Im Zuge der modernen Entwicklung mancher Karate-Schulen von Kampfkunst hin zu Kampfsport werden in einigen Stilrichtungen Karate-Turniere (sowohl Kumite- als auch Kata-Turniere) praktiziert.
Da beim Freikampf wegen der hohen Effektivität vieler Techniken bei „echtem“ Kampf hohe Verletzungs- und sogar Todesgefahr droht, herrschen einerseits sehr strenge Regeln, die u. a. den Schutz der Teilnehmer gewährleisten sollen, und andererseits wird nur ein eingeschränktes Repertoire an Techniken im Wettkampf verwendet.
Turnierkämpfe werden mit Zahnschutz und, je nach Geschlecht, mit Brust- oder Tiefschutz ausgeführt. Weitere Schutzmaßnahmen hängen stark von der Verbandsphilosophie ab. So werden etwa beim größten Verband DKV (Deutscher Karate Verband) außerdem Faust- und Fußschützer sowie Schienbeinschoner verwendet, während beim DJKB (Deutscher JKA Karate Bund) keine weiteren Protektoren erlaubt waren (ab 2013 sind auch Faustschützer vorgeschrieben).
Befürworter von Karate-Wettkämpfen betonen den sportlichen Charakter von Karate und führen die sportlich-praktische Anwendbarkeit an. Kritiker der Karate-Wettkämpfe vertreten die Meinung, dass Wettkämpfe dem wahren Charakter und Geist des Karate-Do widersprechen, und dass durch die stark reduzierte Anzahl verwendeter Techniken das Karate verflacht und degeneriert.
Es handelt sich hierbei im Grunde genommen um verschiedene Sichtweisen: einerseits die traditionelle, die Karate als Kampfkunst sieht, deren letztendliches Ziel die Vervollkommnung der Persönlichkeit ist, und andererseits die moderne sportliche, in der Karate als Kampfsport zu sehen ist, und in der die praktische Anwendung mit sportlichem Charakter erwünscht ist. Eine mögliche Sicht ist, dass der Sportgedanke das Karate bereichert hat. Die Kampfkunst Karate könne mit dem Sport leben, doch der Sport nicht ohne die Kampfkunst Karate.

### Olympische Spiele
Karate war bei den Olympischen Spielen 2020 in Tokio erstmals olympische Disziplin. Am 3. August 2016 stimmten die IOC Delegierten im Rahmen der 129. IOC-Session in Rio de Janeiro dem Vorschlag der IOC Exekutive zu und nahmen neben Karate auch Sportklettern, Skateboarding, Baseball und Surfing in die Liste der vom IOC anerkannten internationalen Verbände auf (siehe Karate bei den Olympischen Spielen). Viele Verbände, u. a. der DKV oder das Kampfkunst Kollegium, haben begonnen, alte Wettkampfformen und das Punktesystem zu verändern, um so den Karatewettkampf populärer und für die Olympischen Spiele geeigneter zu machen. Nach der offiziellen Bestätigung des Internationalen Olympischen Komitees (IOC) im Dezember 2020 wurde Karate wieder aus dem Wettkampfprogramm der Olympischen Spiele 2024 in Paris genommen.

### World Games
Qualifizierte Karatekas können an den alle vier Jahre stattfindenden World Games teilnehmen. Die World Games sind den Olympischen Spielen gleichgestellt. Deutschland hatte bereits mehrfach Goldmedaillengewinner in der Sparte Karate.

## Film und Medien
Siehe Hauptartikel: Martial-Arts-Film